# Bulbul coronat de Borneo
El bulbul coronat de Borneo (Alophoixus ruficrissus) és una espècie d'ocell de la família dels picnonòtids (Pycnonotidae). Es troba a Brunei, Indonèsia i Malàisia. Els seus hàbitats principals són els boscos tropicals i subtropicals de frondoses secs, els boscos tropicals i subtropicals de frondoses humits de les terres baixes i els de l'estatge montà. El seu estat de conservació es considera de risc mínim.